# Samuel Franc
Samuel Franc, född 3 juli 1645 i Kvillinge församling, Östergötlands län, död 1713 i Hamburg, var en svensk tjänsteman.

## Biografi
Samuel Franc föddes 1645 på Kvillinge prästgård i Kvillinge församling. Han var son till kyrkoherden Petrus Petri Franc och Margareta Scheder. Franc blev i juli 1666 kammarskrivare i kammarkollegium och 1670 landsbokhållare i Östergötland. Han fick kammarerares titel 2 januari 1678. Franc adlades 16 mars 1682 till Franc och introducerades i Sveriges Riddarhus samma år som nummer 1013. Han blev 2 januari 1685 överkamrerare i Bremen och Verden. Franc avled 1713 i Hamburg.

### Egendom
Franc ägde gården Staby i Rystads socken.

### Familj
Franc gifte sig första gången 1 augusti 1671 med Anna Arensbecka (1654–1679), dotter av kyrkoherden Petrus Dieterici Arenbechius i Katarina församling och Ingrid Andersdotter. De fick tillsammans barnen Ingrid Franc (född 1672) som var gift med sekreteraren Johan Christoffer Ehrenholm i Stade, kaptenen Per Franc (1674–1709) vid Västerbottens regemente, kaptenen Samuel Franc (1675–1709) vid Garnisonsregementet, Lars Franc (1677–1679) och Margareta Franc (1679–1709).
Franc gifte sig andra gången 2 november 1680 i Stockholm med Margareta Wattrang (1662–1720), dotter av arkiatern Zakarias Wattrang och Catharina von Qvickelberg. De fick tillsammans barnen Anna Maria Franc (1683–1766) som var gift med kaptenen Carl Gustaf Stuart och översten Johan Falkenhagen, kapten Gustaf Franc (1684–1742), Carl Franc (1685–1698), överstelöjtnanten Zakarias Franc (1687–1721), Johan Franc (född 1689), Charlotta Margareta Franc (1691–1777) som var gift med kaptenen Otto Vilhelm Ruschenfelt och kaptenen Ernst Christoffer Wendel, Beata Christina Franc (1693–1695), ryttmästaren Georg Jakob Franc (1697–1784) vid Östgöta kavalleriregemente, Christina Franc och Christina Franc (1699–1776) som var gift med majoren Barthold Schultzendorff.